# General Servando Canales International Airport
General Servando Canales International Airport är en flygplats i Mexiko.   Den ligger i kommunen Matamoros och delstaten Tamaulipas, i den östra delen av landet, 700 km norr om huvudstaden Mexico City. General Servando Canales International Airport ligger 7 meter över havet.
Terrängen runt General Servando Canales International Airport är mycket platt. Runt General Servando Canales International Airport är det ganska tätbefolkat, med 134 invånare per kvadratkilometer. Närmaste större samhälle är Heroica Matamoros, 12,4 km norr om General Servando Canales International Airport. Trakten runt General Servando Canales International Airport består i huvudsak av gräsmarker.